# Rantanen
Rantanen är ett finskt efternamn som är bildat på ordet "ranta", som betyder "strand".

## Personer med efternamnet Rantanen
- Anna-Kaisa Rantanen
- Heli Rantanen
- Hjalmar Rantanen
- Jari Rantanen
- Jouko Rantanen
- Kirsti Rantanen
- Mari Rantanen, född 1956, målare
- Merja Rantanen
- Mikko Rantanen
- Paavo Rantanen
- Rami Rantanen
- Siiri Rantanen
- Silja Rantanen, född 1955, målare